# Código comercial do Brasil

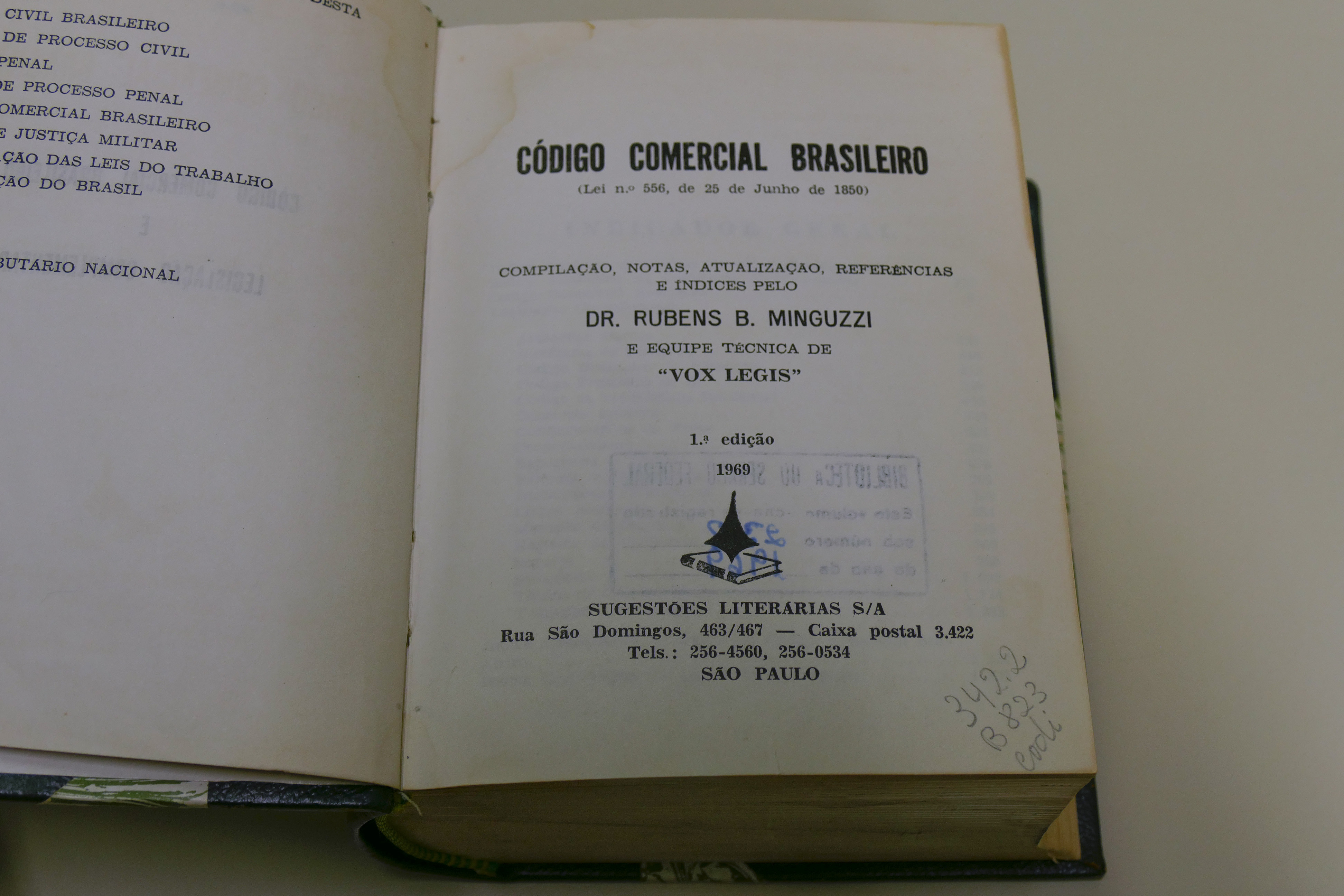
Uma edição do código (imagem: Agência Senado).

O código comercial do Brasil de 1850 (Lei n.º 556/1850) foi uma das bases do marco legal-institucional, que foi necessário para a consolidação das relações econômicas mercantis capitalistas. Ele foi também um importante instrumento legal capaz de garantir segurança jurídica para os comerciantes.
O código foi o responsável por regulamentar as atividades comerciais do país, estabelecendo regras para os comerciantes, suas atividades e o comércio marítimo, e ficou vigente por 152 anos até ser substituído parcialmente pelo Código Civil de 2002. A partir de 2003, somente no que se refere ao Direito Comercial Marítimo foi mantido, sendo atualmente um dos códigos mais antigos a estar em vigor; as demais partes foram revogadas.
O Código tratava de forma resumida das qualidades necessárias para ser comerciante no Brasil (podendo ser brasileiros ou estrangeiros) e das regras para a prática do comércio. E teve uma rápida assimilação pelos agentes econômicos, pois sua elaboração incorporou diversos usos e costumes comerciais consolidados.

## História
O código comercial é originado do Direito Comercial que pode ser rastreado nos séculos XVI e XV AC com o corpus juris civilis de Justiniano elaborado no auge do direito romano. A partir dai os historiadores conseguiram registrar: as Consuetudines, de Genova, o Constitutum Usus, de Pisa, o Liber Consuetudinum, de Milão, o Capitulare Nauticum, de Veneza, de 1255, o Consulum Mercatorum e o Curia Maris, ambos de Pisa de 1305.
Com o fim do tráfico de africanos no Brasil, proveniente da Lei Eusébio de Queiroz, de 1850, os capitais antes empregados nesse comércio foram redirecionados, gerando assim uma euforia financeira, que deveria ser disciplinada juridicamente por um novo código de leis. Respondendo a este objetivo, foi criado em 1850 o código comercial, também de autoria de Eusébio de Queiroz, inspirado no código napoleônico, que fez parte das políticas reformistas do gabinete conservador de Joaquim José Rodrigues Torres, o Visconde de Itaboraí. 
Essas reformas tinham por intuito reorganizar e nacionalizar os mercados de trabalho, terras e capitais. Sendo objetivo do Código comercial os mercados de capitais, ou seja, regulamentar diversas atividades econômicas, gerando segurança jurídica aos negócios bancários e comerciais, ou seja, um processo de mercantilização da sociedade brasileira ao integrar o país aos modelos econômicos europeus. O código abarcou diversas atividades bancárias e comerciais, a exemplo da formação de sociedades anônimas, importantes para a divisão dos capitais sociais de empresas em ações nas bolsas de valores, mas também regulamentou o crédito à lavoura e à indústria, sendo assim uma inovação jurídico -econômica- institucional.

## Estrutura

### Divisão do código
Continha 913 artigos e estava dividido em três partes:

#### Primeira parte
Do Comércio em Geral;

#### Segunda parte
Do Comércio Marítimo;

#### Terceira parte
Das Quebras.

## Conquistas
Os legisladores brasileiros utilizaram para a elaboração do Código tanto elementos do Códigos francês de 1807, espanhol de 1829 e português de 1833.
O Código teve grande importância na regulamentação das atividades comerciais da época. Dentre alguns deles, pode-se citar: as leis sobre o funcionamento do sistema bancário e das casas de penhores e empréstimos; a criação e organização de bancos e sociedades anônimas; a regulamentação da Marinha mercante, da indústria de construção naval e do comércio de cabotagem; a concessão de patentes; os processos de execução civil, comercial e hipotecária; o crédito à lavoura e indústrias auxiliares; a corretagem de fundos públicos e bolsas de valores; a regulamentação de títulos ao portador e emissão de debêntures; as companhias de seguro, entre outras.
O novo código trouxe também inovações para os estrangeiros, onde qualquer estrangeiro residente no Brasil poderia ser legalmente comerciante.